# Shushicë, Elbasan
Shushicë, Elbasan là một xã trong quận Elbasan thuộc hạt Elbasan, Albania. Dân số năm 2005 là 8745 người.